# Carposina contactella
Carposina contactella is een vlinder uit de familie van de Carposinidae. De wetenschappelijke naam van de soort werd als Tinea contactella in 1866 gepubliceerd door Francis Walker.